# Зајезда
Зајезда је насељено место у саставу општине Будиншћина у Крапинско-загорској жупанији, Хрватска. До територијалне реорганизације у Хрватској налазила се у саставу старе општине Златар-Бистрица.

## Становништво
На попису становништва 2011. године, Зајезда је имала 385 становника.

## Попис1991.
На попису становништва 1991. године, насељено место Зајезда је имало 598 становника, следећег националног састава:
| Попис 1991.‍  | Попис 1991.‍  | Попис 1991.‍ | Попис 1991.‍ | Попис 1991.‍ |
| ------------ | ------------ | ----------- | ----------- | ----------- |
|              |              |             |             |             |
| Хрвати       | Хрвати       |             | 567         | 94,81%      |
| Југословени  | Југословени  |             | 15          | 2,50%       |
| Срби         | Срби         |             | 4           | 0,66%       |
| Муслимани    | Муслимани    |             | 3           | 0,50%       |
| Мађари       | Мађари       |             | 1           | 0,16%       |
| Роми         | Роми         |             | 1           | 0,16%       |
| неопредељени | неопредељени |             | 1           | 0,16%       |
| непознато    | непознато    |             | 6           | 1,00%       |
| укупно: 598  |              |             |             |             |